# Paul Mason (journalist)
Paul Mason, född 23 januari 1960 i  Leigh, Lancashire, är en brittisk journalist och författare. 